# Los Saicos
Los Saicos – peruwiański zespół muzyczny grający muzykę należącą do nurtu garage rock, założony w roku 1964 w Limie.

## Historia
Zespół został założony w roku 1964 w Limie przez czterech muzyków-amatorów, którzy właśnie ukończyli szkołę średnią. Wytworzyli oni własny styl muzyczny, nietypowy dla ówczesnej sceny Ameryki Łacińskiej, niezwiązany z amerykańskim garage rockiem, lecz częściowo inspirowany zespołami tak zwanej brytyjskiej inwazji. Muzycy tworzyli własne kompozycje w języku hiszpańskim, a ich największym przebojem stał się w roku 1965 utwór „Demolición”. Na skutek ich sukcesu w Peru zapanowała „Saicomania”, a zespół przetarł szlaki dla innych wykonawców w swoim kraju.

## Członkowie zespołu
- Erwin Flores – wokal prowadzący, gitara.
- César „Papi” Castrillón – wokal wspierający, gitara basowa.
- Rolando „El Chino” Carpio – gitara prowadząca.
- Pancho Guevara – wokal wspierający, perkusja.

## Dyskografia
Albumy
| Rok  | Album                                  | Wytwórnia                              |
| ---- | -------------------------------------- | -------------------------------------- |
| 2000 | Wild Teen Punk from Perú 1965          | Electro Harmonix (wydanie nieoficjlne) |
| 2006 | Saicos                                 | Repsychled Records                     |
| 2010 | ¡Demolición! – The Complete Recordings | Munster Records (kompilacja singli)    |

Single
| Rok  | Album                                  | Wytwórnia |
| ---- | -------------------------------------- | --------- |
| 1965 | „Come On” / „Ana”                      | Dis Perú  |
| 1965 | „Demolición” / „Lonely Star”           | Dis Perú  |
| 1965 | „Camisa de fuerza” / „Cementerio”      | Dis Perú  |
| 1965 | „Te Amo” / „Fugitivo de Alcatraz”      | Dis Perú  |
| 1965 | „Salvaje” / „El Entierro de Los Gatos” | Dis Perú  |
| 1966 | „Besando a Otra” / „Intensamente”      | El Virrey |